# Atrichopogon luteicollis
Atrichopogon luteicollis är en tvåvingeart som först beskrevs av Becker 1902.  Atrichopogon luteicollis ingår i släktet Atrichopogon och familjen svidknott. Inga underarter finns listade i Catalogue of Life.